# Guy Poulet
Pour les articles homonymes, voir Poulet.
Pas d'image ? Cliquez ici
Guy Poulet, né le 21 janvier 1924 à Avignon et mort le 24 octobre 2009, à Antibes, est un alpiniste et plongeur français. 
Il faisait partie, après-guerre, des meilleurs grimpeurs de la forêt de Fontainebleau, le groupe de Bleau, autour du « maître » Pierre Allain - il est surnommé « le gros » en raison de sa forte musculature.

## Biographie
Guy Poulet est un ancien professeur d'éducation physique et sportive, moniteur international de plongée (en 1993) et alpiniste.
Les 4 et 5 août 1945 il fait avec Pierre Allain  la première traversée des aiguilles de Chamonix, de l'aiguille du Plan aux Grands Charmoz.
Il participa notamment à la 3e ascension de l'éperon Walker aux Grandes Jorasses le 5 août 1946 avec  Pierre Allain, René Ferlet et Jacques Poincenot.
Il est membre de l'expédition française qui réussit la face sud de l'Aconcagua le 25 février 1954 ; il perd plusieurs orteils.
Il s'implique par la suite dans la plongée sous-marine. Il fut, de 1966 à 1981, président de la commission technique nationale de la Fédération française d'études et de sports sous-marins et membre fondateur de l'ANMP (Association nationale des moniteurs de plongée) dont il resta membre honoraire jusqu'en 2009.

## Ouvrages
- Victoire sur l'Aconcagua, René Ferlet et Guy Poulet, Flammarion, 1955[5].
- Connaissance et technique de la plongée, Guy Poulet, avec la collaboration de Robert Barincou, Denoël, 1962[6].

### Filmographie
- Alain Pol, À l'assaut de la tour Eiffel, 1947.